# لقلقي خمري
لقلقي خمري (الاسم العلمي:Pelargonium vinaceum) هو نوع من النباتات يتبع جنس اللقلقي من الفصيلة الغرنوقية.